# Sifto Canada
Sifto Canada, Sifto Salt, або Sifto Salt Canada — компанія з видобутку та продажу солі, яка базується в Канаді, основними продуктами якої є столова сіль, дрібна випарена сіль, сільськогосподарська сіль та технічна сіль. Sifto Canada повністю належить Compass Minerals.

## Історія
Sifto заснував Сем Платт, який займався пошуками нафти 1866 року, а замість неї знайшов кам'яну сіль поблизу Годеріха на озері Гурон. Sifto Canada була сформована як компанія в 1950 році і придбана американською хімічною компанією Compass Minerals у 1990-х роках. Шахта в Годеріху перетворилася на найбільшу соляну шахту в Канаді і залишається ключовим джерелом солі для компанії.

## Потужності
Sifto Canada управляє наступними виробничими потужностями:
- Шахта кам'яної солі в Годеріху, Онтаріо [4]
- Механічний випарний завод у Юніті, Саскачеван
- Механічний випарний завод у Годеріху, Онтаріо
- Механічний випарний завод в Емгерсті, Нова Шотландія

Соляна шахта в Годеріху має виробничу потужність 9 млн. тонн на рік, і виробляє 7, 250 000 тонн солі на рік, тоді як випарні заводи в Годеріху, Юніті та Емгерсті мають можливість виробляти понад 470 000 тонн.